# Segarra
La Segarra è una delle 41 comarche della Catalogna, con una popolazione di 20.996 abitanti; suo capoluogo è Cervera.
Amministrativamente fa parte della provincia di Lleida, che comprende 13 comarche.

## Lista dei comuni della Segarra
| città                  | superficie | popolazione | densità       |
| ---------------------- | ---------- | ----------- | ------------- |
| Biosca                 | 66,2 km²   | 238 ab.     | 3,6 ab./km²   |
| Cervera                | 55,2 km²   | 7.917 ab.   | 143,4 ab./km² |
| Els Plans de Sió       | 55,9 km²   | 547 ab.     | 9,8 ab./km²   |
| Estaràs                | 20,9 km²   | 182 ab.     | 8,7 ab./km²   |
| Granyanella            | 24,4 km²   | 142 ab.     | 5,8 ab./km²   |
| Granyena de Segarra    | 16,3 km²   | 149 ab.     | 9,1 ab./km²   |
| Guissona               | 18,1 km²   | 4.874 ab.   | 269,2 ab./km² |
| Ivorra                 | 15,4 km²   | 165 ab.     | 10,7 ab./km²  |
| Les Oluges             | 19 km²     | 177 ab.     | 9,3 ab./km²   |
| Massoteres             | 26,1 km²   | 185 ab.     | 7,1 ab./km²   |
| Montoliu de Segarra    | 29,5 km²   | 167 ab.     | 5,7 ab./km²   |
| Montornès de Segarra   | 12,3 km²   | 101 ab.     | 8,2 ab./km²   |
| Ribera d'Ondara        | 54,5 km²   | 486 ab.     | 8,9 ab./km²   |
| Sanaüja                | 33 km²     | 453 ab.     | 13,7 ab./km²  |
| Sant Guim de Freixenet | 25,1 km²   | 1.009 ab.   | 40,2 ab./km²  |
| Sant Guim de la Plana  | 12,5 km²   | 179 ab.     | 14,4 ab./km²  |
| Sant Ramon             | 18,6 km²   | 560 ab.     | 30,1 ab./km²  |
| Talavera               | 30,1 km²   | 301 ab.     | 10 ab./km²    |
| Tarroja de Segarra     | 7,61 km²   | 169 ab.     | 22,21 ab./km² |
| Torà                   | 93,3 km²   | 1.231 ab.   | 13,2 ab./km²  |
| Torrefeta i Florejacs  | 88,9 km²   | 638 ab.     | 7,2 ab./km²   |